# Tadayoshi Ichida

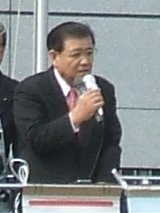
Tadayoshi Ichida (2011)

Tadayoshi Ichida (jap. 市田 忠義 Ichida Tadayoshi; * 28. Dezember 1942 in der Präfektur Osaka) ist ein japanischer Politiker. Von 1998 bis 2022 war er Abgeordneter im Sangiin, dem Oberhaus des japanischen Parlaments, für den Verhältniswahlwahlkreis, von 2000 bis 2014 Generalsekretär der Kommunistischen Partei Japans (KPJ).
Ichida, Absolvent der rechtswissenschaftlichen Fakultät der Ritsumeikan-Universität, ist seit seiner Studentenzeit 1963 KPJ-Mitglied. Seit 1971 war er Vollzeitmitarbeiter der Partei. 1988 übernahm er den Vorsitz der KPJ in der Präfektur Kyōto (bis 1997), 1994 wurde er Mitglied des ständigen Exekutivkomitees (jōnin kambukai) des Zentralkomitees (ZK).
Bei der Sangiin-Wahl 1998 wurde Ichida auf dem Listenplatz 2 der KPJ über die landesweite Verhältniswahl ins Sangiin gewählt und nach der Einführung der Vorzugsstimme 2004 und 2010 jeweils mit dem höchsten Stimmenanteil aller KPJ-Kandidaten im Amt bestätigt. In der Partei übernahm er 1999 die Leitung des Wahlkampfbüros (senkyotaisakukyoku), 2000 wurde er Nachfolger von Kazuo Shii als Leiter des Sekretariats (shokikyoku-chō) des ZK. Nach der Wahl 2010 übernahm er vom abgewählten Akira Koike zusätzlich den Vorsitz der KPJ-Fraktion im Sangiin. 2014 löste ihn Yoshiki Yamashita als Generalsekretär ab, er wurde einer der „Vizevorsitzenden“ (fuku-iinchō). 2015 kündigte Ichida an, bei der Sangiin-Wahl 2016 nicht mehr kandidieren zu wollen, entschied sich aber auf Bitten der Partei hin doch für eine weitere Amtszeit und wurde mit dem höchsten Stimmenanteil aller KPJ-Kandidaten in der nationalen Verhältniswahl wiedergewählt.
Zur 2022 trat er schließlich nicht mehr an.